# Forças Armadas da Eslovênia
As Forças Armadas da Eslovénia (também Armada Eslovena; oficialmente em esloveno: Slovenska vojska; FAE/SV) são as forças armadas da República da Eslovênia. A partir de 2003, é organizado como um armada totalmente profissional permanente. O Comandante em chefe da FAE é o Presidente da República da Eslovénia (Borut Pahor), enquanto o comando operacional estiver do domínio do Chefe do General do Estado-Maior General das Forças Armadas eslovenas (Roman Jakič).

## Subdivisões
As Forças Armadas da Eslovênia não estão divididas em ramos, sendo suas atividades divididas entre nove serviços, sendo que, cada serviço terão tropas exercendo papéis de combate distintos.
| Serviços                                         | Papel de Combate                      |
| ------------------------------------------------ | ------------------------------------- |
| Infantaria                                       | Forças de combate                     |
| Aviação                                          | Forças de apoio ao combate            |
| Unidades navais                                  | Forças de apoio de serviço de combate |
| Artilharia                                       | Forças de Comando                     |
| Defesa aérea                                     |                                       |
| Engenharia                                       |                                       |
| Defesa química, biológica, radiológica e nuclear |                                       |
| Sinais                                           |                                       |

Sendo assim, a divisão prática de atividades e pessoal incluindo serviços e papel de combate expressos acima se dividem nas seguintes brigadas e batalhões especiais, sendo as brigadas divididas em Unidades e Batalhões, enquanto os Batalhões especiais tem autonomia de ação:
- Brigadas
  - 1ª Brigada
  - 72ª Brigada
  - Brigada Logística
  - 15º Regimento da Força Aérea
  - Unidade de Operações Especiais
  - 430ª Divisão Naval
- Batalhões especiais
  - Unidade de apoio
  - Unidade de Combate Eletrônico (EEB)
  - Unidade Especializada de Polícia Militar (SEVP)
  - Unidade de Sistemas de Comunicação e Informação (EKIS)
  - Centro Conjunto de Treinamento (CZU)
  - Unidade de Esportes do Exército Esloveno (ŠPE)

## Galeria

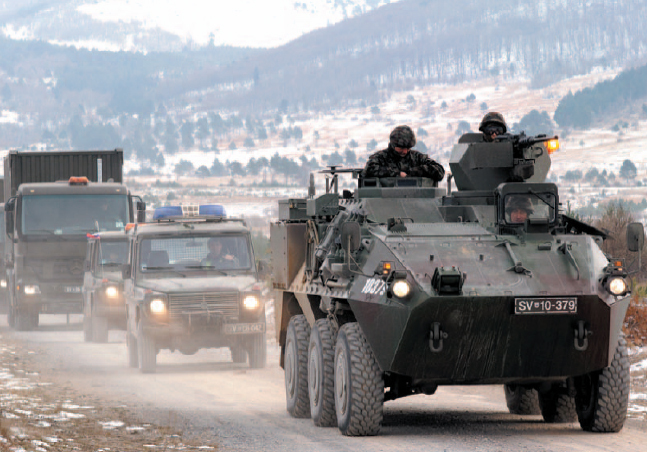
Veículos militares eslovenos.
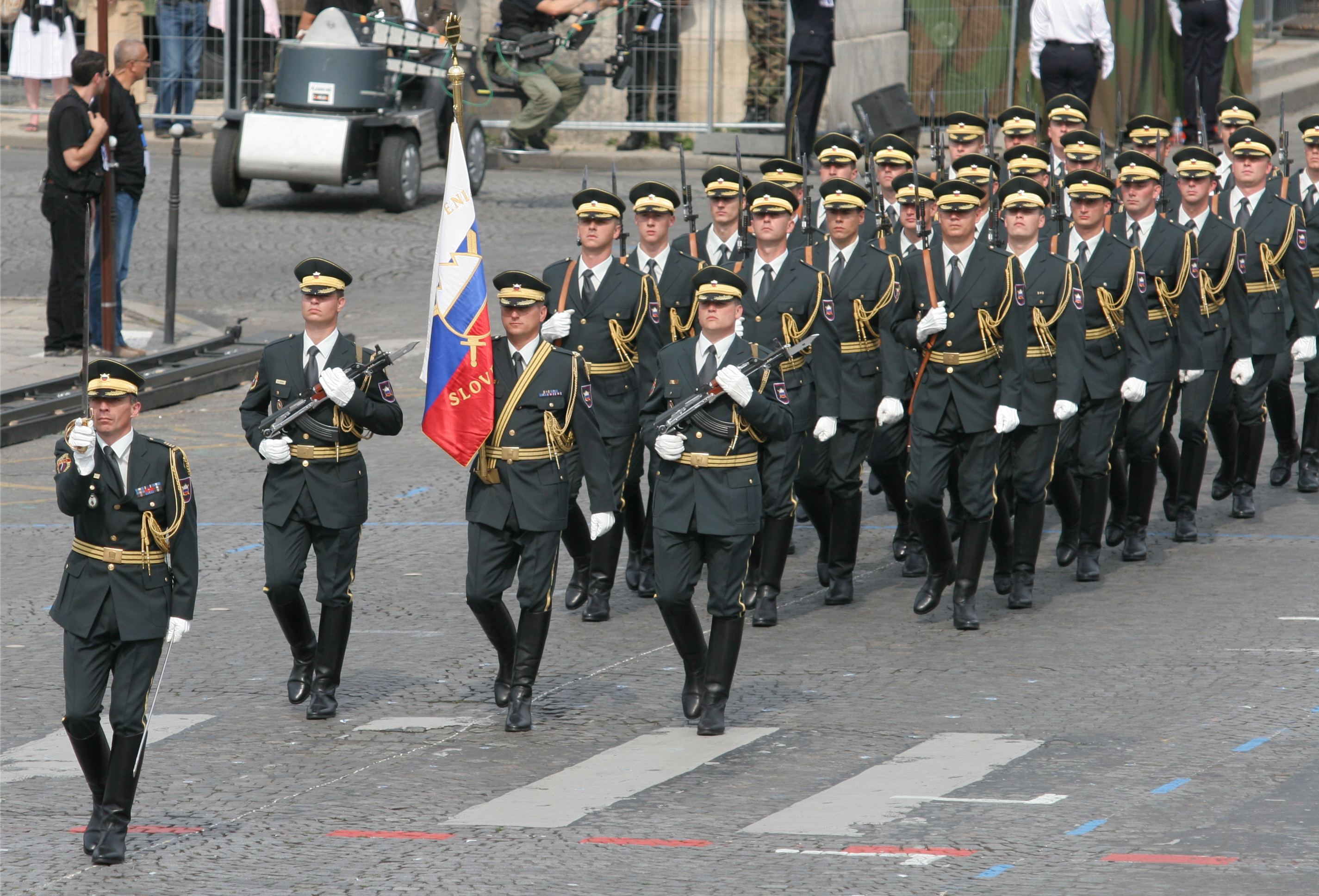
Guarda eslovena marchando com uniforme cerimonial.
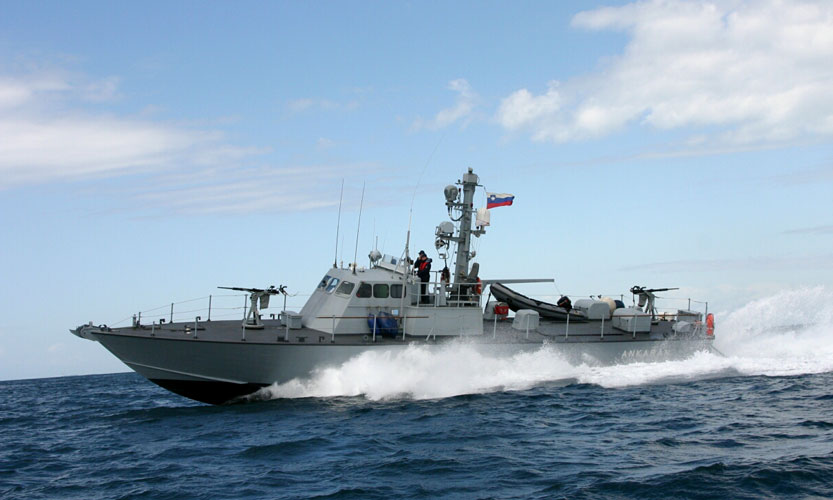
Um barco de patrulha Dvora Mk II da marinha da Eslovênia.
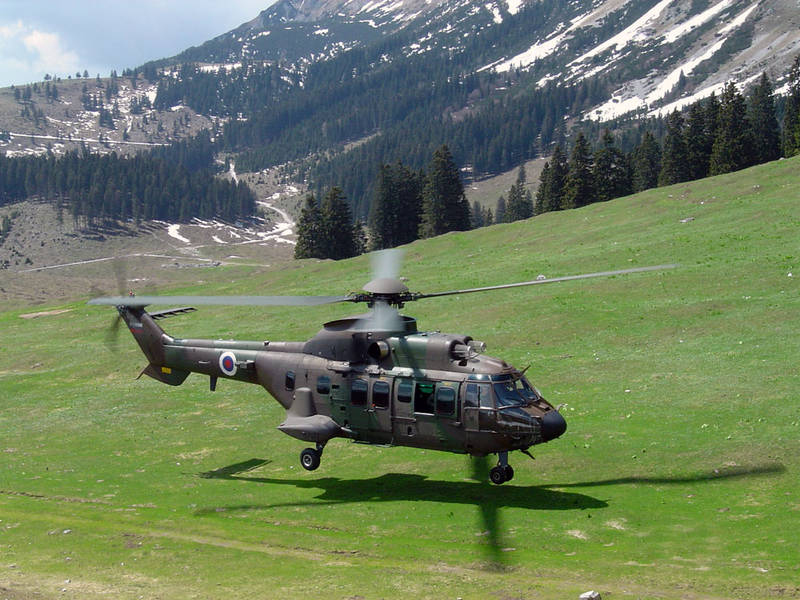
Um helicóptero AS532 Cougar esloveno.
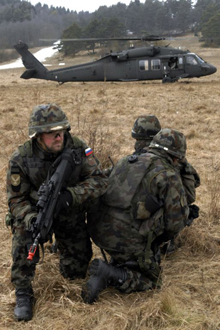
Militares eslovenos durante um exército de treinamento com o exército dos Estados Unidos.